# بيل تومسون (مدير مواهب)
بيل تومسون (بالإنجليزية: Bill Thompson)‏ هو مدير مواهب أمريكي، ولد في 22 يونيو 1944 في أوكلاهوما سيتي في الولايات المتحدة، وتوفي في 13 يناير 2015 في مل فالي في الولايات المتحدة.